# 야하시라촌
야하시라촌(八柱村)은 메이지 시대 중기부터 쇼와 시대 전기까지 존재했던 지바현 히가시카쓰시카군의 촌이다. 
현재의 마쓰도시에 해당한다. 지형적으로는 시모소대지의 남서쪽 끝자락에 해당한다. 마을회관은 현재의 마쓰도시 지시에 위치했다. 

## 역사
1889년에 8개 촌이 합병에 의해 성립하였다. 당시 야하시라촌은 이른바 육지의 외딴섬으로 쌀과 파 등을 재배하는 순수 농촌 지역이었다. 1900년 야하시라촌 오오하시(현재 이십세기 언덕에 속함)의 마쓰도 가쿠노스케가 이십세기 배의 생육에 성공하면서 이 지역의 배 재배가 주목받기 시작했고, 다카츠카신타 등을 중심으로 마을 내에서 널리 재배되기 시작했다. 또한 1935년, 도쿄시가 다나카신타의 땅 73초 3반여 평에 묘지(후의 야치바시라 묘원)를 설치했다.
간토 대지진으로 마을 초등학교 (하치조 히로쓰네 고등학교, 현 마쓰도 시립 히가시 초등학교) 등 많은 건물이 무너져 회사는 재건을 위해 많은 부채를 안고 있었다. 게다가 대공황이촌의 재정은 파산 직전에 이루었고. 그리하여 1938년 4월 1일, 하야하시라 촌은 사실상의 구제금융의 형태로 시정을 실시하기 위해 주변 지역과 합병한 마쓰도 정에 합병되어 역사의 막을 내렸다. 
또한 마을 회관이 있던 자리는 현재 주택가이지만, 당시 마을 회관이 사용하던 우물은 80여 년이 지난 지금도 남아있다.

## 관련링크
- 八柱タウン情報 보관됨 2013-08-20 - 웨이백 머신